# Rietluipaard
De rietluipaard (Phragmataecia castaneae) is een nachtvlinder uit de familie Cossidae, de houtboorders.
De vlinder is vrij zeldzaam in Nederland en België en komt voor in geheel Europa. De rietluipaard komt alleen voor in gebieden met veel riet.
De vliegtijd is van mei tot en met juli.